# Porto di Castellammare di Stabia
Il porto di Castellammare di Stabia è una delle aree portuali più attive della costa campana che si estende su uno specchio d'acqua di 420.000 m2.
Costruito molti secoli fa, ha rappresentato da sempre per l'economia locale una grande fonte di sviluppo, non a caso il primo nucleo della città di Castellammare di Stabia si è andata sviluppando lungo la fascia portuale.
Il porto viene utilizzato per scopi commerciali, crocieristici e di trasporto, da pescherecci e da imbarcazioni turistiche, oltre che dai cantieri navali.

## La zona commerciale
La zona commerciale del porto di Castellammare di Stabia è quella che occupa la superficie maggiore ed è composta da una banchina lungo la costa, più due moli sul mare. Una di questa due banchine è attrezzata per il carico e lo scarico del grano e del sale: infatti sono presenti anche grossi silos, ormai inutilizzati che servivano allo stoccaggio di queste materie. La zona commerciale era utilizzata per scambi di materiale quali legno, grano e farina.

## Trasporti marittimi
All'interno del porto, è precisamente di fronte l'entrata della zona commerciale, vi è una piccola zone dedicata al trasporto marittimo: vi partono infatti traghetti e aliscafi, al mattino, per Capri (via Sorrento), e amalfi In passato il porto aveva un maggiore ruolo nei collegamenti marittimi, in quanto partivano traghetti anche per la Sardegna.

## Polo crocieristico
Da qualche tempo, il porto di Castellammare di Stabia è passato sotto la competenza de porto di Napoli e da questo ne dovrebbe nascere la riconversione della zona commerciale, ormai inutilizzata in polo d'accoglienza per turisti provenienti dalle navi crociera. Dal 2008, le navi da crociera di stazza più piccola fanno scalo a Castellammare di Stabia invece che a Napoli.
Al 2019, è l'unico porto italiano attrezzato per accogliere i giga-yacht, di lunghezza variabile da 50 metri a 100 metri.

## Area peschereccia
La zona nord del porto, presso l'Acqua della Madonna, viene usata sia dalle piccole imbarcazioni dei pescatori locali che da pescherecci di modeste dimensioni.

## Cantiere navale

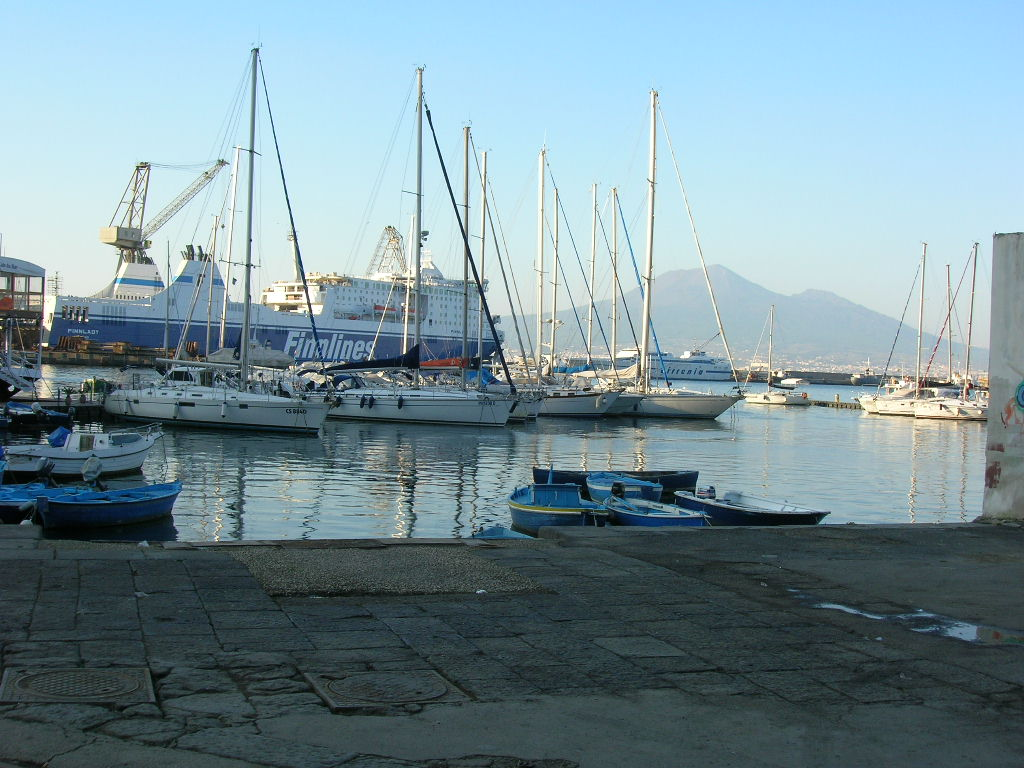
Scorcio del porto (sullo sfondo il Vesuvio)

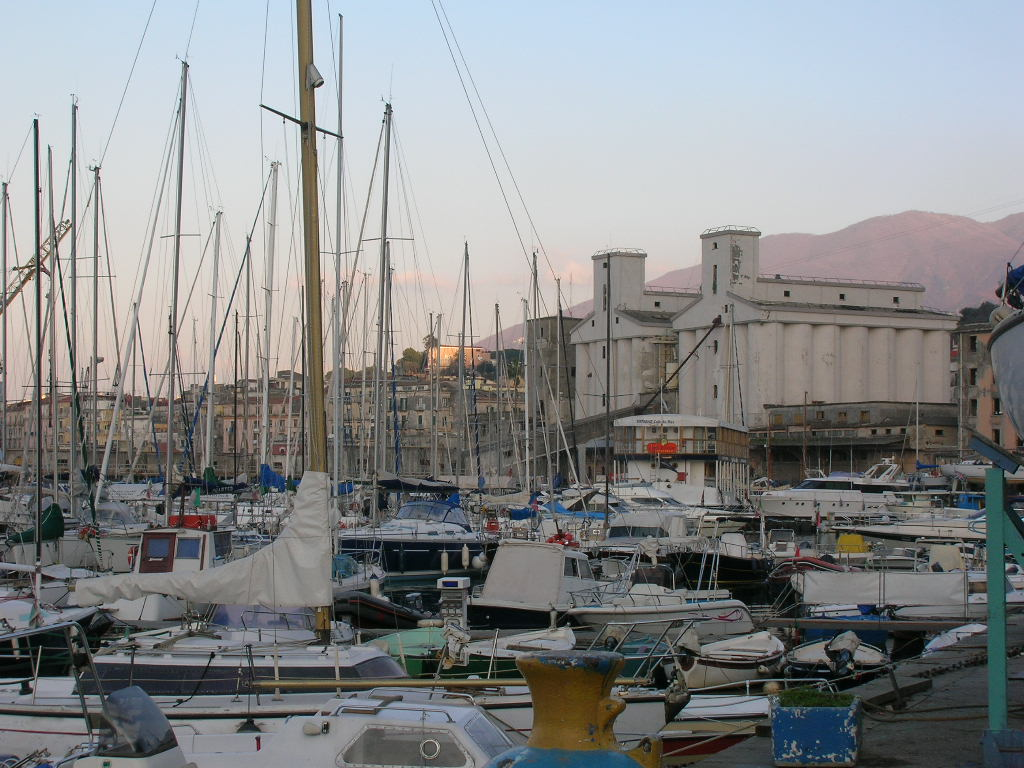
Vista della zona pescherecci-turistico del porto

I vari delle navi, costruite del cantiere navale, avvengono all'interno del porto. Quando vi è un varo, tutte le imbarcazioni presenti, specie quelli grosse, sono costrette ad abbandonare in porto, visto la formazione di grosse onde. Inoltre una banchina viene utilizzata dai cantieri per l'allestimento delle navi.

## Zona turistica
L'area sud del porto viene utilizzate da piccole imbarcazioni private, specie di locali: le imbarcazioni più grandi vengono invece attraccate alle banchine del nuovo porto turistico Marina di Stabia.

## Stazione Marittima
Data la grande importanza commerciale che il porto aveva un tempo, al suo interno venne costruita anche una stazione marittima, Castellammare Marittima, collegata alla linea ferroviaria Torre Annunziata - Gragnano, tramite un raccordo. Grazie a questa stazione potevano essere caricati direttamente sui treni sia il grano sia il sale (che veniva anche impacchettato) ed essere pronto per la distribuzione.

## Destinazioni
Le destinazioni dei traghetti passeggeri sono:
- Capri tramite SNAV e Alilauro
- Sorrento tramite SNAV e Alilauro